# Список умерших в 892 году

## Август
- 29 августа — Феодора Солунская, христианская святая, почитается в лике преподобных.
- Наср I, правитель Самарканда (864—892) из династии Саманидов.

## Октябрь
- 14 октября — Аль-Мутамид Алаллах, халиф из династии Аббасидов (870—892).

## Дата смерти неизвестна или требует уточнения
- Аль-Балазури, арабо-мусульманский историк, автор исторического сочинения «Китаб футух ал-булдан» («Книга завоевания стран») и историко-генеалогического труда «Ансаб аль-ашраф» («Родословия знатных»)[1].
- Бранимир, князь Хорватии (879—892).
- Готье, граф Лаона (после 885—892).
- Орсо, князь Беневенто (891—892)[2].
- Абу Иса ат-Тирмизи, исламский учёный-богослов, хадисовед и правовед[3].